# Grå tagellav
Grå tagellav (Bryoria capillaris) är en lavart som först beskrevs av Erik Acharius, och fick sitt nu gällande namn av Brodo & D. Hawksw. Grå tagellav ingår i släktet Bryoria och familjen Parmeliaceae.  Arten är reproducerande i Sverige. Inga underarter finns listade i Catalogue of Life.